# Стара Цисьвиця
Стара Цисьвиця (пол. Stara Ciświca) — село в Польщі, у гміні Ґродзець Конінського повіту Великопольського воєводства.
Населення — 134 особи (2011).
У 1975-1998 роках село належало до Конінського воєводства.

## Демографія
Демографічна структура станом на 31 березня 2011 року:
|          | Загалом | Допрацездатний вік | Працездатний вік | Постпрацездатний вік |
| -------- | ------- | ------------------ | ---------------- | -------------------- |
| Чоловіки | 63      | 17                 | 40               | 6                    |
| Жінки    | 71      | 17                 | 40               | 14                   |
| Разом    | 134     | 34                 | 80               | 20                   |